# Nathália Brígida
Nathália Brígida (28 de febrero de 1993) es una deportista brasileña que compite en judo. Ganó una medalla en los Juegos Panamericanos de 2015, y tres medallas en el Campeonato Panamericano de Judo entre los años 2016 y 2021.

## Palmarés internacional
| Juegos Panamericanos    | Juegos Panamericanos | Juegos Panamericanos | Juegos Panamericanos |
| Año                     | Lugar                | Medalla              | Categoría            |
| ----------------------- | -------------------- | -------------------- | -------------------- |
| 2015                    | Toronto (Canadá)     | Medalla de bronce    | –48 kg               |
| Campeonato Panamericano |                      |                      |                      |
| Año                     | Lugar                | Medalla              | Categoría            |
| 2016                    | La Habana (Cuba)     | Medalla de bronce    | –48 kg               |
| 2019                    | Lima (Perú)          | Medalla de plata     | –48 kg               |
| 2021                    | Guadalajara (México) | Medalla de bronce    | –48 kg               |